# Saprospira grandis
Die Bakterienart  Saprospira grandis gehört zu der Familie der Saprospiraceae und ist die einzige Art der Gattung Saprospira. Sie kommt in aquatischen Habitaten, sowohl im Süß- wie auch im Meerwasser vor. Eine Besonderheit ist die Fähigkeit, als Prädator (Räuber) andere Bakterien zu töten und die freigesetzten Ernährungsstoffe aufzunehmen. Der Name Saprospira leitet sich von dem griechischen Adjektiv ‚sapros‘ (verfault) und ‚Spira‘ (spiral) her und bezieht sich auf die Funde von dem Bakterium in Verbindung mit faulendem Material innerhalb von Süß- oder Meerwasser. Der Artname grandis ist von dem lateinischen Adjektiv grandis (‚groß‘) abgeleitet. Im Jahr 2012 wurde das Genom der Bakterienart vollständig sequenziert.

## Erscheinungsbild
Die Art kann sich gleitend bewegen, Flagellen sind nicht vorhanden. Bei der Bewegung rotiert sie um die eigene Achse. Sie bildet lange, schraubenförmige Filamente aus mehreren Zellen. Die Filamente sind 10 bis 500 µm lang und 0,5–3 µm breit. Die Filamente bilden keine Hüllen und sind unverzweigt. Sporen werden nicht gebildet. Einige, vielleicht auch alle Stämme beinhalten innerhalb der Zellen sogenannte Rhapidosomen. Sie bestehen aus einem langen Faden und einem zylinderförmigen Kopf und ähneln Bakteriophagen. Die Funktion und wie sie gebildet werden, ist nicht bekannt.

## Wachstum und Stoffwechsel
Saprospira grandis ist aerob und chemo-organotroph, der Stoffwechsel ist die Atmung. Sauerstoff ist immer der letzte Elektronenakzeptor. Es werden recht hohe Ansprüche auf die Ernährung gestellt. Da Saprospira ein Räuber ist und somit Stoffe aus den Beuteorganismen entnimmt, produziert die Art z. B. verhältnismäßig wenig Arten von Aminosäuren. Die meisten Stämme vertragen keinen erhöhten Salzgehalt.

## Vorkommen
Saprospira grandis kommt äquatisch u. a. in faulenden Gebieten von Süß- und Meerwasser vor. Marin wurde sie vom Sand und Schlamm isoliert, an Seeküsten wurde sie weltweit gefunden. Im Süßwasser scheinen sie eutrophe Bedingungen vorzuziehen und sind oft mit Algen assoziiert.

## Systematik
Saprospira grandis zählt zu der Familie der Saprospiraceae, die wiederum zu der Abteilung der Bacteroidetes gestellt wird. Die Art wurde im Jahr 1911 von Julius Groß beschrieben.

## Ökologie
Bei Saprospira grandis handelt es sich um einen Prädator (Räuber), der andere Organismen wie Diatomeen, Blaualgen und andere Mikroorganismen mit Hilfe von Schleim, der auch für die gleitende Bewegung genutzt wird, erbeutet. Wenn die Beuteorganismen mit dem Schleim eingefangen sind, werden sie zu der Zelle mit Hilfe des Schleims transportiert und letztendlich von Exotoxinen getötet und von Enzymen aufgelöst, die dabei freigesetzten Nährstoffe werden dann vom Bakterium aufgenommen. Der Prozess des „Fangens“ und „Verdauens“ wird im Englischen als ‚ixotrophy‘ bezeichnet.